# Paixà Musa Beg
Paixà Musa Beg (? - Ermenek, gener de 1345) fou emir o bei de la dinastia dels karamànides. Era fill de Bedreddin Mahmud Bey.
Laranda se sap que fou reconstruïda per Paixà Musa Beg en una data desconeguda però que havia de ser posterior a la destrucció de la ciutat, datada el 1311/1312 (Oldjeitu ?) i hi hauria residit com a governador un temps, però vers el 1318 ja era residència del seu germà Bedreddin I İbrahim Bey.
El 1323 el governador mongol il-kànida Timurtash Coban, després d'un breu parèntesi, tornava a ser a Anatòlia i en el combats contra els begs turcmans (entre 1323 i 1326) va capturar Paixà Musa Beg i el hamitoğullari Bündar Beg, però segurament el primer fou alliberat (el principat dels ashràfides amb capital a Beyshehri fou assolat fins al 1326 però es creu que amb els karamànides va mirar de pactar).
Vers 1334/1335 Ibrahim Beg governava a Laranda, el seu fill Fakhr al-Din Ahmad Beg era governador de Konya i el seu germà Khalil Beg ho era de Beyshehri, i Yakhshi Khan o Sulayman Beg governava a Ermenek. Pasha Musa Beg apareix en aquest temps com a governador de la Meca (per compte dels mamelucs) o almenys això és el que pensava Ibn Battuta, que no obstant no va visitar mai cap beg karamànida i parlava pel que li deien sense comprovació personal. Pasha Musa va anar a la Meca i de camí fou rebut pel sultà mameluc al-Nasir Nasir al-Din Muhammad que li va oferir un alt càrrec que va refusar; va estar poc temps a la Meca doncs segons va dir no podia estar lluny de la seva terra i del seu poble, i quan tornava a territori karamànida, escortat per amirs mamelucs, fou atacat pels armenis del regne d'Armènia Menor, cosa que va originar un període de lluita entre aquest regne i els mamelucs.
Musa Beg va retornar a Ermenek on el 1339/1340 va fer construir una madrassa (coneguda com a mesquita de l'amir Musa) i probablement va morir en aquesta ciutat el gener de 1345.

## Nota
1. ↑  enciclopèdia de l'Islam, vol. IV pàgina 646, assenyala a Gaykhatu, però això és impossible ja que aquest havia mort el 1295
2. ↑  S'ha confós alguna vegada amb la madrassa de l'amir Musa de Laranda, que fou construïda per un amir Musa, governador de la ciutat per compte del soldà de Rum Ala al-Din Kaykubad I (1220-1237)